# Станево
Ста̀нево е село в Северозападна България. То се намира в община Лом, област Монтана.

## История
Църквата „Свето Възнесение“ в Станево е на близо 200 години. А според сайта  Архив на оригинала от 2011-02-07 в Wayback Machine. е от края на XVII век.
Църквата в селото повече от половината е разположена под земята, само малка част от стените е над земята. Църквата я е имало още по турско време. Някога хората са се криели в нея, за да не ги заколят турците и да могат да се научат на четмо и писмо, защото турците правели всичко каквото си поискат, но в църква не влизали. Това е било и мястото, където са си криели жълтиците хората – под олтара. Един или два пъти са се опитвали да разбият олтара заради жълтиците със самоделни бомби, но олтарът не е разбит и никой не е видял има ли нещо в действителност или не. Към днешна дата с поддръжката на църквата са се заели няколко активисти и скоро ще бъде открит фонд за нейното възстановяване. Има сведения, че това е една от най-старите църкви в северозападна България.
Килийно училище в с. Лабец, в двора на църквата, която е била част от старински манастир, е имало още преди 1800 г. Манастирът е разрушен от турците след Чипровското въстание от 1688 г. Старото четирикласно училище се е намирало също в двора на църквата.
Към 30-те години на XX век жителите на Лабец до голяма степен запазват своя преходен диалект и са част от говорен остров от десетина села по долното течение на Цибър.
Учебната 1933-34 г. за тогавашните деца на селото започва в новата прогимназия „Отец Паисий“, с четири класни стаи и отделен салон със сцена и гримьорна, построена с труда и парите на цялото население;
Кино в селото се прожектира редовно след 1950 г., всяка седмица в селото с конска каруца пристигаше подвижно кино от с. Д.Цибър, през лятото прожекциите се извършват на източната стена на училището, а през другото време в салона на училището.
През 1952 г. е открита местна радиоуредба, захранвана с електричество от стационарен агрегат. Селото е електрифицирано през 1960 г., същата година е открита и новопостроената сграда на съществуващото от 1898 г. читалище „Хр. Смирненски“, с киносалон и библиотека.
Пак по това време, също със средства на населението са каптирани изворите на двете селски бари „Голямата чешма“ и „Скокля“ и е построена помпена станция и водопроводна мрежа за питейна вода.
В края на 60-те години завърши изграждането на новата сграда на кметството, здравната служба, пощата, магазини, сладкарница, детска градина във втори квартал „Чучан“, селския стадион и новата планировка на площада и прилежащите градинки.

## Редовни събития
Първата събота и неделя на юни е традиционният събор на селото, свързан с църковния празник „Свети Дух“.
На 4 август се чества празник на Дунава и на селото, въведен по инициатива на бившата кметица на Станево Роза Ганчева. По време на кметуването си г-жа Ганчева организира вълнуваща родова среща и организира събирането на станевчани от всички краища на България. Видинският митрополит Н. В. Пр. Дометиан е гост на празника и благославя жителите и гостите.

## Личности
- Васил Първанов – дългогодишен ръководител на оркестър „Хоро“ гр. Русе
- Георги Първанов /Концула/- дългогодишен учител в Лабец, следвал в Женева

## Други
Името на вече несъществуващия футболен отбор на селото е било Глиган Станево.
Има стадион.
В средата на 30-те години на м.в., с активното участие на учителя Васил Новаков, е открито пристанище на р. Дунав, чрез което до 1970 г. се осъществяваше основната транспортна връзка със селото. По същото време, на 200 м. западно от граничния пост е построена „Циглена фабрика“, която просъществува кратко време, фалира и е опожарена по комерсиални съображения. През 1963 г. пристанището е разширено и надстроено с плаващата помпена станция „Станево“, изгради се напоителна система, осигуряваща с дунавска вода 100 % от обработваемата земя на селото, околните райони и новоизградения язовир „Ковачица“.